# Phantom Spider 3D
Phantom Spider 3D es un videojuego shoot 'em up de 2005 desarrollado y publicado por Nokia para teléfonos móviles con J2ME. Es la secuela de Phantom Spider de 2004. A diferencia de su predecesor cuenta con gráficos 3D y perspectiva en tercera persona.

## Jugabilidad
El jugador pilotea una nave y se enfrenta a arañas o robots gigantes con forma de araña en varios planetas donde se debe atacar y esquivar los ataques de los aragnidos en diferentes misiones, cuando se completa una misión el recibe como recompensa un ojo que da un poder o habilidad que ayuda a destruir a las arañas y que además se puede combinar con otro para formar uno más poderoso. Hay hasta cuatro tipos de armas, así como varios modos de pasar el juego como multijugador a través de Bluetooth.